# AN/SQQ-32
AN/SQQ-32 Advanced Minehunting Sonar — американская гидролокационная система поиска мин. Разработана компанией Raytheon для ВМС США, и включает в себя два различных гидролокатора: первый обнаруживает объекты на поверхности, в толще воды и на морском дне, а второй классифицирует найденный объект как мину или другой предмет. Гидролокатор-классификатор является продукцией фирмы Thales Underwater Systems. До запуска в производство SQQ-32 на американских минных тральщиках временно использовались системы SQQ-33 производства General Electric. В боевой обстановке SQQ-32 применялась ВМС США во время войны в Персидском заливе для разминирования акватории и прибрежных вод.

## Устройство
Оба приёмопередатчика гидролокаторов расположены в буксируемом корпусе, который может быть сконфигурирован для крепления к нижней части корпуса корабля-носителя для работы на мелководье, или на буксировочный трос для работы с судами минного противодействия, такими как USS Patriot (MCM-7) со стеклопластиковым корпусом. Обработка и отображение информации производится электронной начинкой судна.
Система гидролокаторов SQQ-32 появилась на свет в 1990 году и в данный момент установлена на всех судах минного противодействия классов Avenger и Osprey. Модернизированная версия AN/SQQ-32(V)3 включает в себя новые пульты управления и была введена в эксплуатацию в 1999 году.

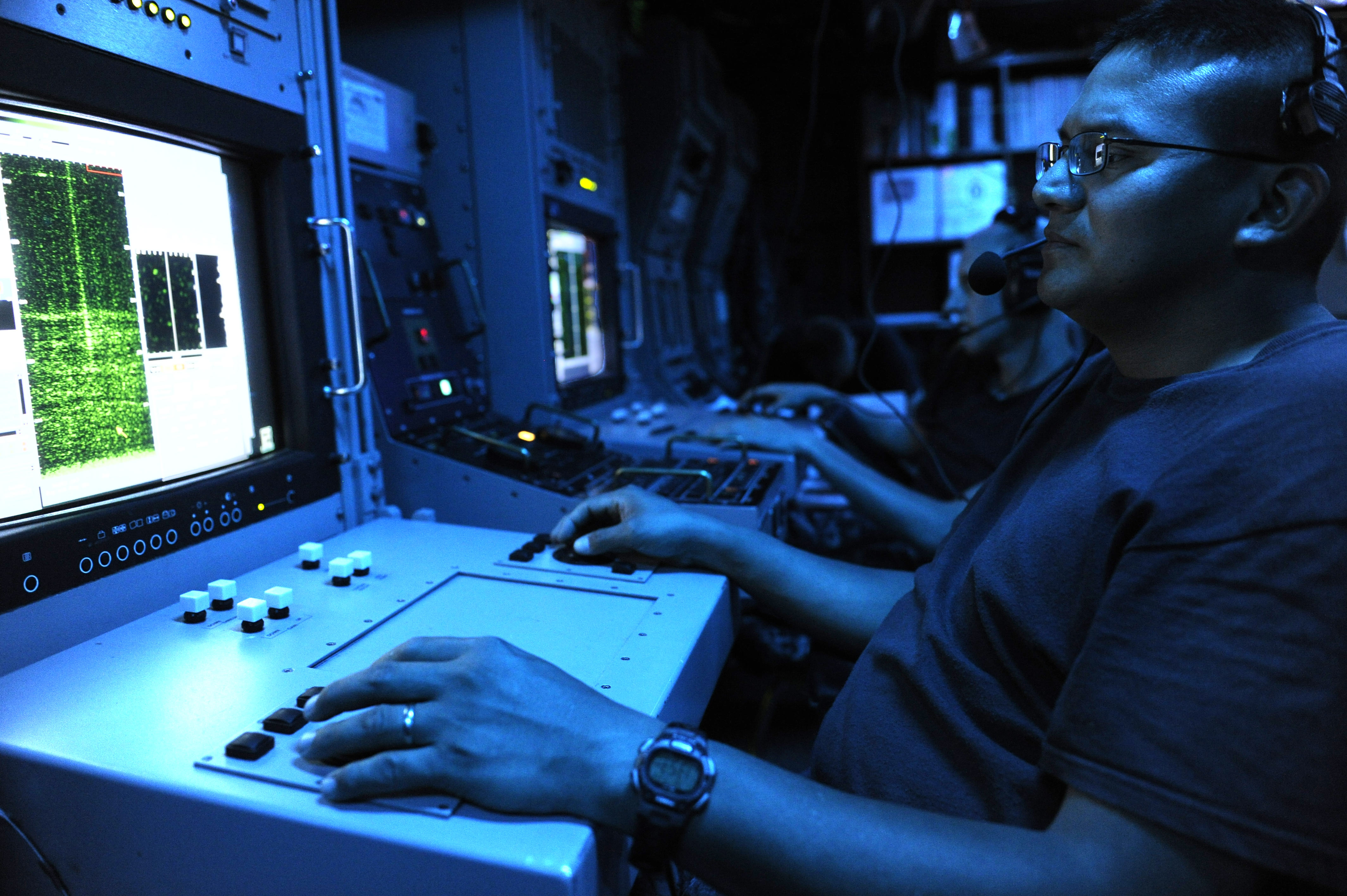
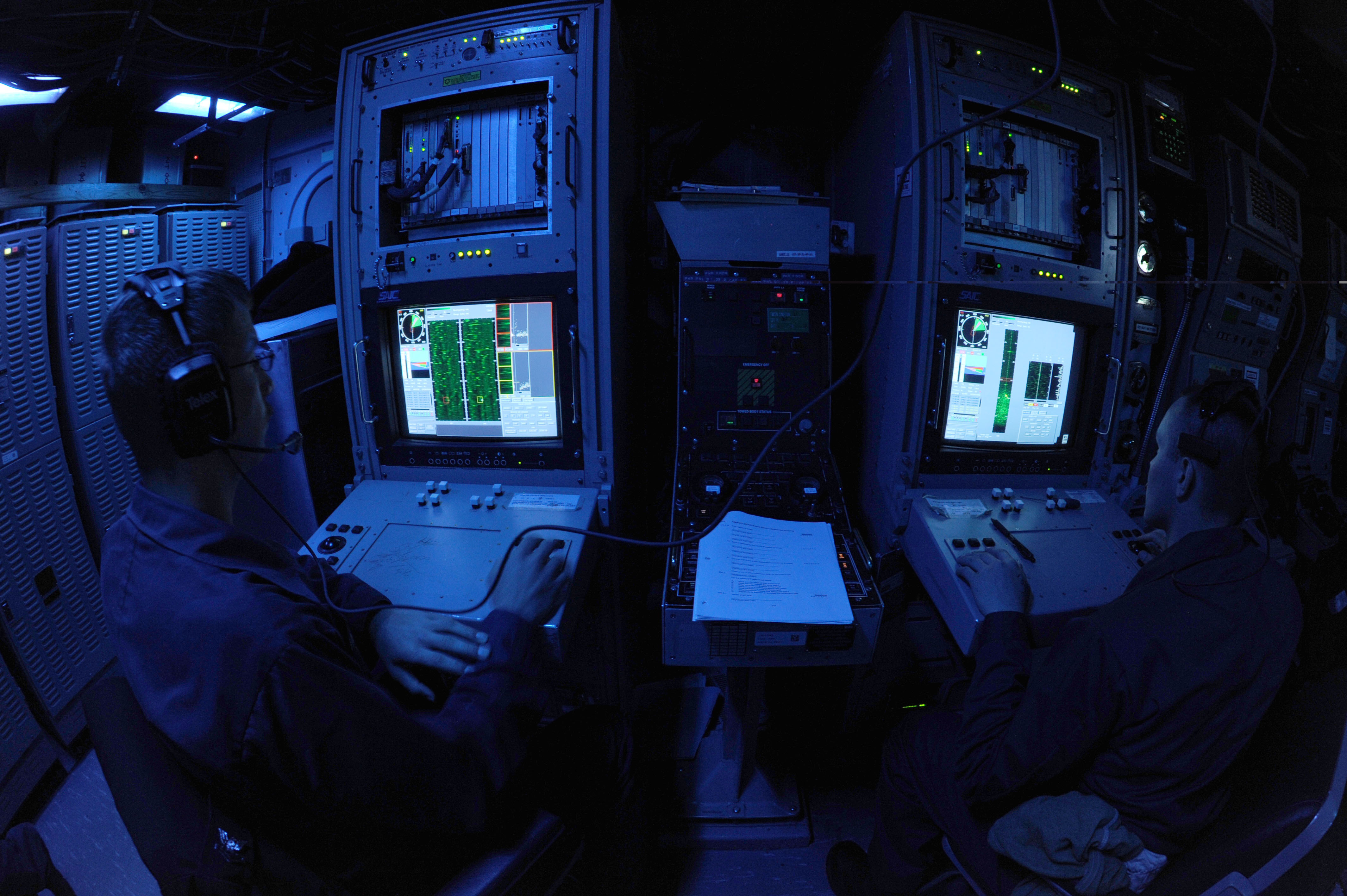
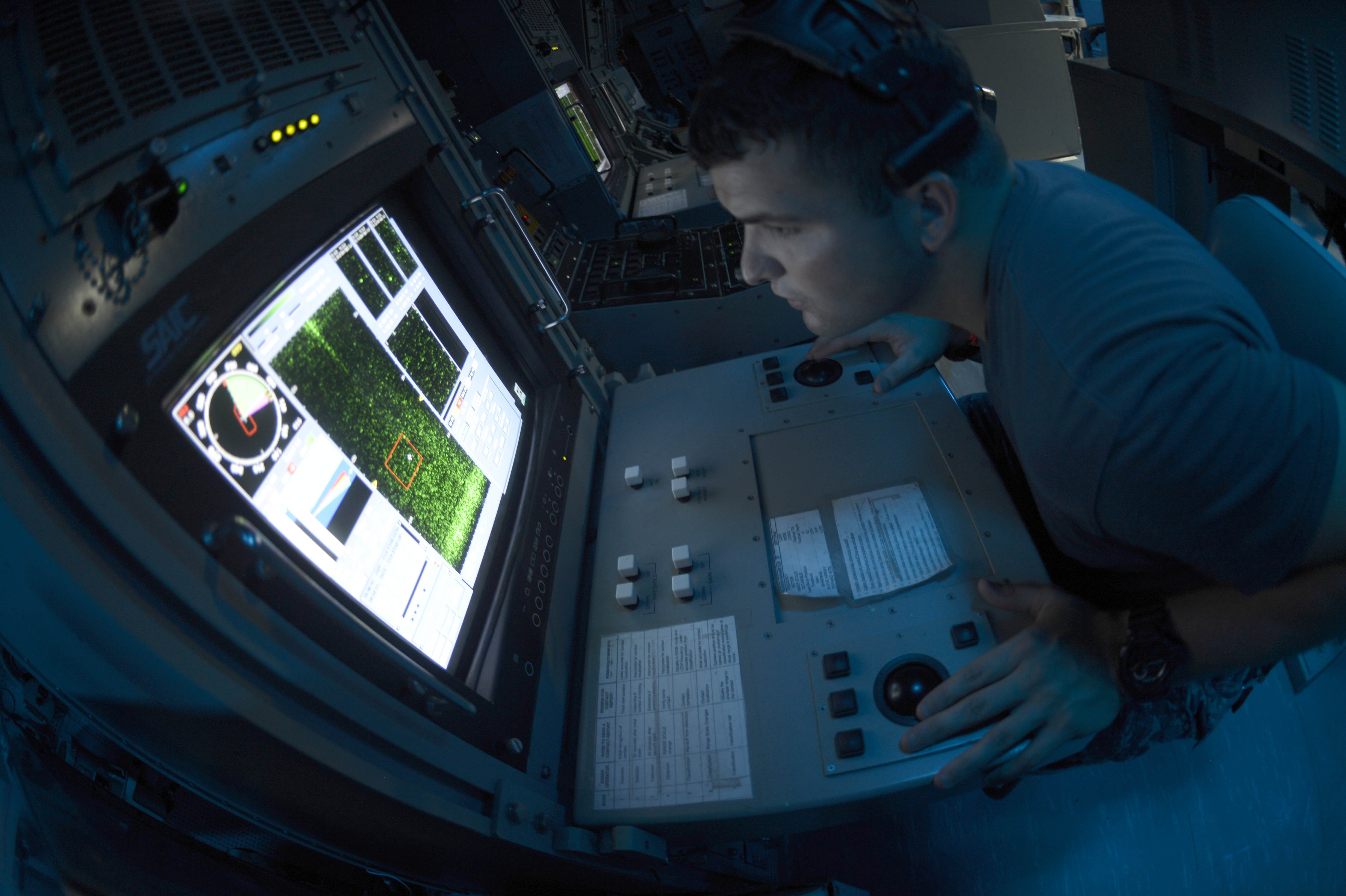
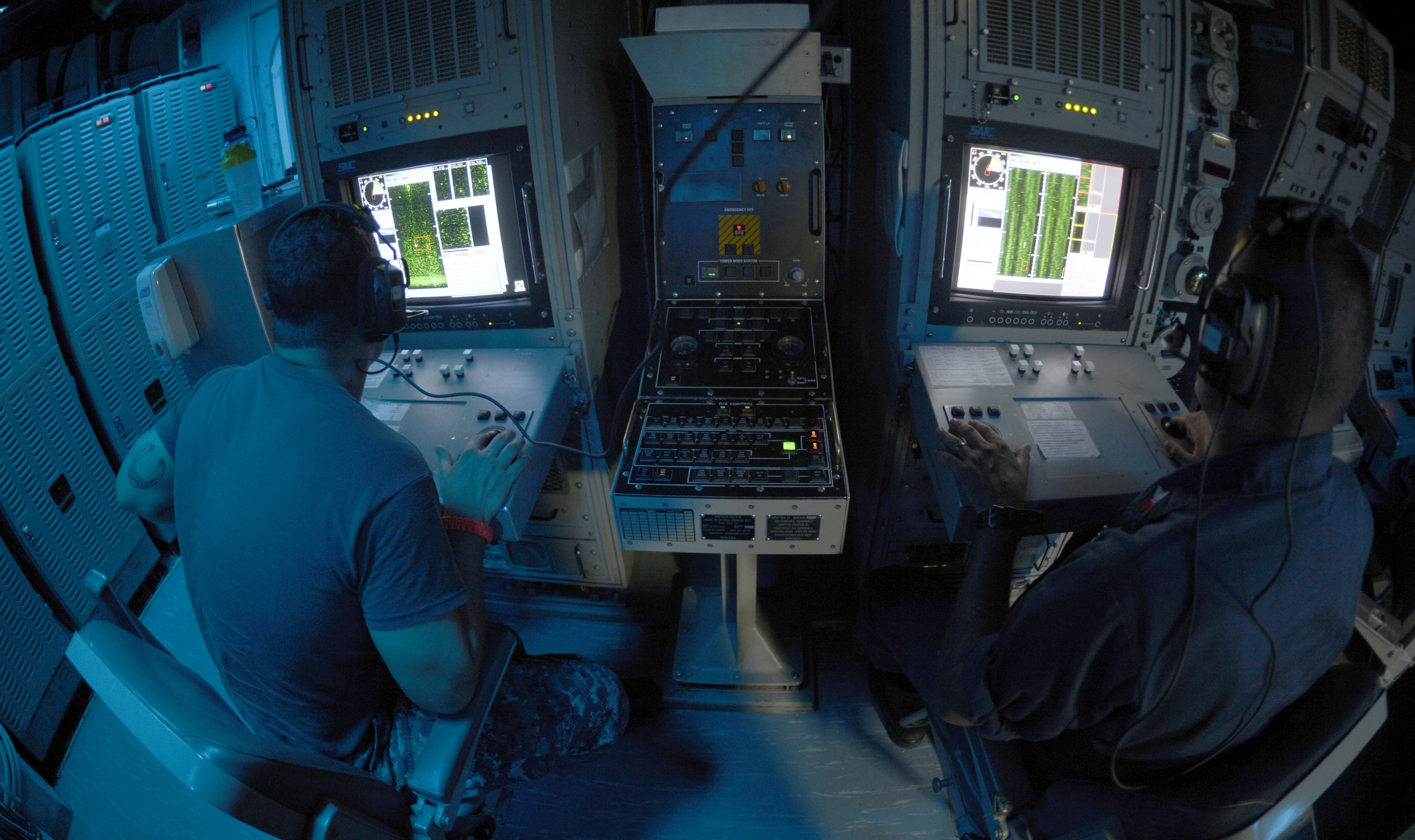